# Katey Sagal
Katey Sagal, ameriška igralka in kantavtorica, * 19. januar 1954, Hollywood, Kalifornija.

Katey Sagal je najbolj znana po vlogah Peggy Bundy v komični seriji Družina za umret (Married with Children, 1987-1997) in Gemme Teller Morrow v dramski seriji Sinovi anarhije (Sons of Anarchy, 2008-sedanjost), za slednjo je leta 2011 prejela zlati globus za najboljšo igralko v dramski seriji.

## Biografija

### Zgodnje življenje
Sagalova se je rodila kot Catherine Louise Sagal judovski zabavljaški družini; je hči režiserja Borisa Sagala, najbolj poznanega po televizijskih dramskih serijah 60-ih let, med drugim Območju somraka. Njena mati, Sara Zwiling, je bila producentka. Sagalova je študirala na Kalifornijskem inštitutu umetnosti (California Institute of the Arts) v Valencii v Kaliforniji.

### Kariera
Svojo kariero je začela v Hollywoodu. Med letoma 1971 in 1975 je nastopila v več televizijskih filmih. Leta 1985 je nastopila v naslovni vlogi Mary Tyler Moore v seriji Mary. Naslednje leto je bila izbrana na avdiciji serije Družina za umret (1987-1997). Upodobila je nižjerazredno, seksa lačno ženo prodajalca čevljev Ala Bundyja. Po koncu serije je nastopila v še nekaj televizijskih filmih, leta 1999 pa jo je Matt Groening izbral za vlogo v animirani znanstvenofantastični seriji Futurama, ki je bila po petih letih ukinjena.
Gostovala je v treh epizodah serije Oh, ta sedemdeseta in imela glavno vlogo v kratkoživeči seriji Tucker. Od leta 2002 do 2005 je imela glavno vlogo v seriji Moja najstnica (8 Simple Rules). Leta 2005 je gostovala v dveh epizodah Skrivnostnega otoka ter eni Šepetalke duhov, leta 2006 v petih Zvezd na sodišču, leta 2007 pa v eni The Shield.
Leta 2008 je gostovala v dveh epizodah serije Eli Stone in eni Na kraju zločina ter imela glavno vlogo v seriji, ki jo je ustvaril njen mož Kurt Sutter, Sons of Anarchy.
Januarja 2009 se je ponovno združila s televizijskim sinom Davidom Faustinom (Bud Bundy iz Družine za umret) za epizodo v Faustinovi seriji Star-ving.

## Izbrane TV- in filmske vloge
| Leto | Naslov                                     | Vloga                          | Druge opombe |
| 1971 | The Failing of Raymond                     | Dekliška bolnica               | Navedena kot Catherine Louise Sagal                                                                                          |
| 1973 | Columbo                                    | Tajnica                        | Epizoda: "Kandidat za zločin"                                                                                                |
| 1974 | Larry                                      | Blagajničarka                  | |
| 1985 | Mary                                       | Jo Tucker                      | |
| 1987 | Maid to Order                              | Louise                         | |
| 1987 | Družina za umret                           | Peggy Bundy                    | Konec 1997 4 nominacije za zlati globus                                                                                      |
| 1988 | The Good Mother                            | Ursula                         | |
| 1990 | Tales from the Crypt                       | Ga. Kilbasser                  | Epizoda: "For Cryin' Out Loud"                                                                                               |
| 1990 | Mother Goose Rock 'n' Rhyme                | Mary Quite Contrary            | |
| 1991 | She Says She's Innocent                    | Susan Essex                    | |
| 1995 | Duckman: Private Dick/Family Man           | Duckmanova mati                | Epizoda: "The Germ Turns" |
| 1995 | Nachtshow                                  |                                | Epizoda: "February 10, 1995"                                                                                                 |
| 1995 | Trail of Tears                             | Annie Cook                     | |
| 1996 | Space Cases                                | Ma                             | Epizoda: "Mother Knows Best"                                                                                                 |
| 1997 | Recess                                     | Flo Spinelli                   | Konec 2001 Epizode: "Parents' Night" "Weekend at Muriel's" "Dance Lessons"                                                   |
| 1998 | Chance of a Lifetime                       | Irene Dunbar                   | |
| 1998 | Mr. Headmistress                           | Harriet Magnum                 | |
| 1999 | Futurama                                   | Turanga Leela                  | Samo glas |
| 1999 | Smart House                                | Pat                            | |
| 1999 | Oh, ta sedemdeseta                         | Edna Hyde                      | Epizode: "Career Day" "Prom Night" "Punk Chick"                                                                              |
| 1999 | God's New Plan                             | Ellen Young                    | |
| 2000 | Tucker                                     | Claire Wennick                 | Epizode: "Pilot" "Seth Green with Envy" "Everybody Dance Now"                                                                |
| 2000 | Dropping Out                               | Wendy                          | |
| 2001 | The Geena Davis Show                       | Ashley                         | Epizoda: "Girls' Night Out"                                                                                                  |
| 2001 | Recess: School's Out                       | Ga. Flo Spinelli               | |
| 2002 | Moja najstnica                             | Cate Hennessy                  | Osvojila nagrado prism |
| 2002 | Imagine That                               | Barb Thompson                  | |
| 2002 | Following Tildy                            | Connie St. John                | |
| 2004 | When Angels Come to Town                   | Jo                             | |
| 2005 | Skrivnostni otok                           | Helen                          | Epizodi: "Orientation" "Lockdown"                                                                                            |
| 2005 | Šepetalka duhov                            | Francie Lewis                  | Epizoda: "Undead Comic" |
| 2005 | Three Wise Guys                            | Shirley Crown                  | |
| 2005 | Campus Confidentia]                        | Naomi Jacobs                   | |
| 2006 | Zvezde na sodišču                          | Barbara Little                 | Epizode: "New Kids on the Block" "Desperately Seeking Shirley" "Fine Young Cannibal" "Whose God Is It Anyway?" "The Verdict" |
| 2006 | The Search for the Funniest Mom in America | Gostiteljica                   | |
| 2006 | I'm Reed Fish                              | Maureen                        | |
| 2007 | The Winner                                 |                                | Epizoda: "Hot for Teacher"                                                                                                   |
| 2007 | The Shield                                 | Nancy Gilroy                   | Epizodi: "Grave" "Exiled" |
| 2007 | Futurama: Bender's Big Score               | Turanga Leela                  | Samo glas Neposredno na video Animirani film                                                                                 |
| 2008 | Eli Stone                                  | Marci Klein                    | Epizodi: "Patience" "Waiting For That day"                                                                                   |
| 2008 | Na kraju zločina                           | Annabelle Bundt Natasha Steele | Epizoda: "Two and a Half Deaths"                                                                                             |
| 2008 | Futurama: Zver z miljardo tipalk           | Turanga Leela                  | Samo glas Neposredno na video Animirani film                                                                                 |
| 2008 | Sons of Anarchy                            | Gemma Teller Morrow            | |
| 2008 | Futurama: Benderjeva igra                  | Turanga Leela                  | Samo glas Neposredno na video Animirani film                                                                                 |
| 2009 | Futurama: V divjo zeleno prostranost       | Turanga Leela                  | Samo glas Neposredno na video Animirani film                                                                                 |